# Jean-Paul Dubois
Jean-Paul Dubois (1950 en Toulouse, Haute-Garonne) es un periodista y autor francés.  Ganó el Premio Goncourt en 2019 por Tous les hommes n'habitent pas le monde de la même façon (No todos los hombres habitan este mundo de la misma manera), una novela contada desde la perspectiva de un prisionero que mira hacia atrás en su vida. El jurado comparó a Dubois con John Irving y William Boyd, quienes escribieron libros que fueron éxitos tanto populares como de crítica. 
Es reportero de Le Nouvel Observateur y autor de varias novelas y artículos de viajes.  Su novela, Une vie française, publicada en francés en 2004 y en inglés en 2007, es una saga de la generación del baby boom francés, desde el idealismo de los años 60 hasta el consumismo de los años 90. La versión francesa de la novela ganó el Premio Femina. 

## Obras
- Tous les matins je me lève : roman, Éditions Robert Laffont, 1988, ISBN 978-2221056448
- Kennedy et moi: roman, Seuil, 1996, ISBN 978-2-02-028539-1
- Je pense à autre chose, Editions de l'Olivier, 1997, ISBN 978-2-87929-144-4
- Si ce livre pouvait me rapprocher de toi, Éditions de l'Olivier, 1999, ISBN 978-2-87929-218-2
- Vie Francaise. Olivier. 2004. ISBN 978-2-87929-467-4.; Random House Digital, Inc. 2008, ISBN 978-1-4000-9678-7
  - A French Life, Penguin Books, 2008, ISBN 978-0-14-102482-0
- Foreword to Doisneau, Robert (2010). Palm Springs 1960. París: Flammarion. p. 156. ISBN 978-2-08-030129-1. OCLC 491896174.
- Le cas Sneijder,  Editions de l'Olivier, 2011, ISBN 978-2-87929-864-1
- Tous les hommes n'habitent pas le monde de la même façon,  Editions de l'Olivier, 2019, ISBN 9782823615166, Prix Goncourt